# Kizomba
La kizomba és un gènere musical i un ball que va començar a compondre's entre finals dels anys 70 principis dels anys 80 a Angola. Kizomba vol dir "festa" en kimbundu, una llengua d'Angola. La nova generació de kizomba és influïda pel semba i el kompa de les Antilles Franceses.

## Origen i evolució

### Gènere musical
Els orígens de kizomba es poden trobar a finals de la dècada de 1970 a Àfrica, amb influències atribuïdes de forma variable a Angola. El kizomba és caracteritzat per un ritme més lent, romàntic i més sensual que la tradicional dansa angolesa semba. La música kizomba va sorgir com un gènere de música més modern amb un toc sensual barrejat amb ritme africà i kompas haitià. La majoria de cançons kizomba es canten en portuguès.
Els cantants i productors capverdians amb compilacions de kizomba són Suzanna Lubrano, Kaysha, Atim, Nilton Ramalho, Johnny Ramos, Nelson Freitas, Mika Mendes, Manu Lima, Cedric Cavaco, Elji, Looney Johnson, Klazzik, Mark G, To Semedo, Beto Dias, Heavy H, Marcia, Gilyto, Kido Semedo, Ricky Boy, Klaudio Ramos, M&N Pro, Gilson, Gil, G-Amado, Philip Monteiro, Gama, Juceila Cardoso i Denis Graça. Les influències originals dels estils musicals de Cap Verd són funaná, morna, coladeira i batuque. Gràcies al zouk de les Antilles Franceses i la forta influència del semba (d'Angola), els cantants capverdians han desenvolupat significativament el kizomba i el zouk (barrejant-los amb la coladeira) coneguda com cabo love o cola-dance. A més, cada país lusòfon ha desenvolupat el seu propi sabor de música kizomba.

### Gènere de dansa

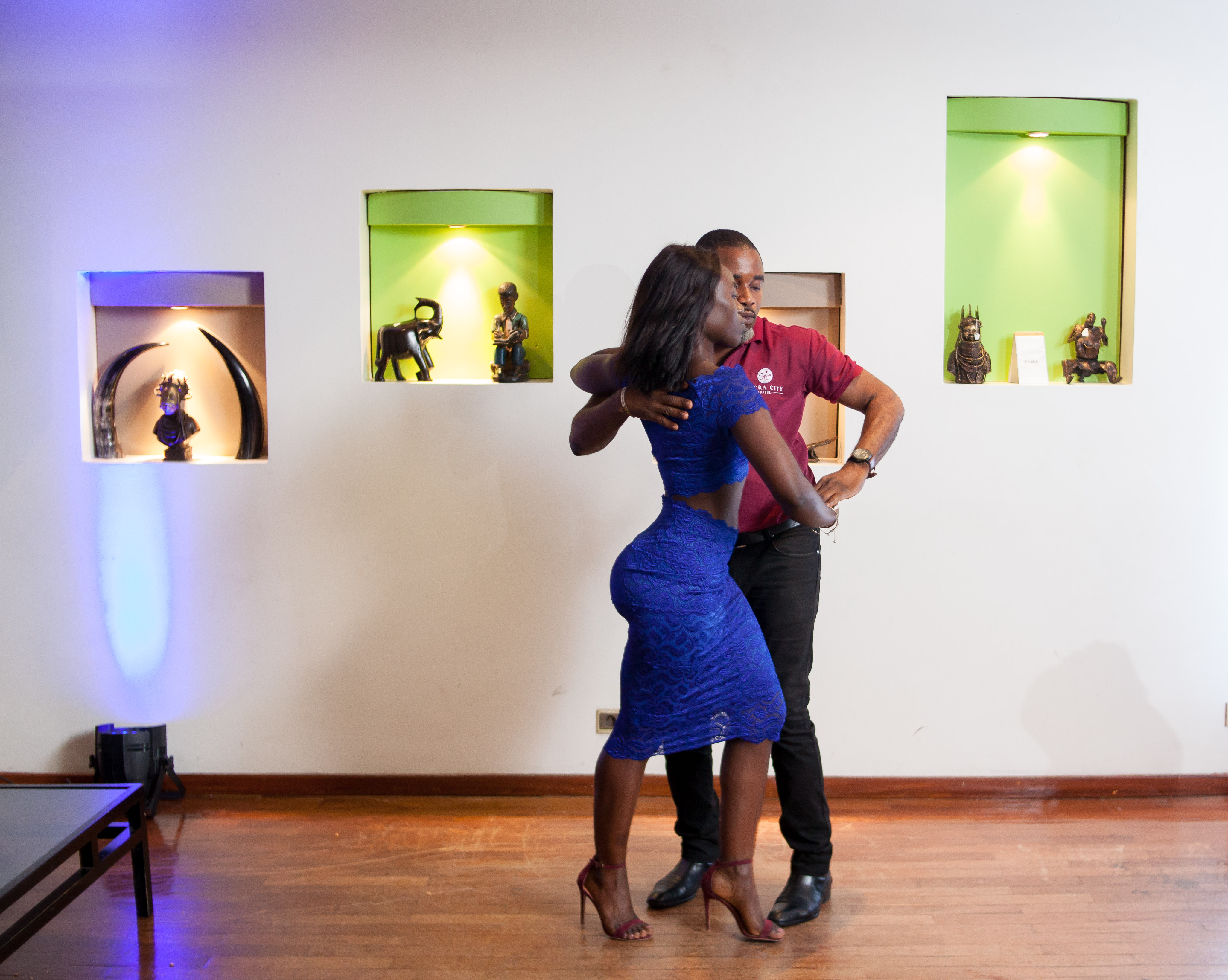
Parella dansant kizomba

El semba ha estat ballat a la dècada de 1950 a Angola. A la dècada de 1990, quan la música actual de kizomba es va fer cada vegada més popular, els dansaires semba d'Angola començar a adaptar els seus passos segons el ritme i el sabor dels ritmes del kizomba.

### Estructura musical
La base musical de la kizomba és fàcilment recognoscible. Tocant-lo amb els palmells de la mà es correspondria amb la següent seqüència:
Una palmada forta (que correspondria amb el temps 1 de la música), seguida de dues palmades més suaus i molt juntes en el temps (la primera d'elles seria una nota sincopada i la segona correspondria amb el temps 2 de la música) i finalment una tercera palmada també més suau separada de les anteriors (que també seria sincopada).
Aquesta estructura, coneguda com a batuda, sol estar present en la cançó sencera, excepte en alguns temes, en els quals s'omet en la introducció de la cançó i en algun tram intermedi, deixant sonar solament la melodia.

## Influències culturals
La influència de kizomba es veu en la majoria dels països africans de parla portuguesa, però també a Portugal (especialment a Lisboa i als suburbis dels voltants com Amadora o Almada), on les comunitats d'immigrants han establert clubs centrat en el gènere amb un estil renovat de kizomba. La música kizomba de São Tomé és molt semblant a l'angolesa, sent Juka el més destacat entre els santomencs, i també un dels artistes més destacats del gènere.
A Angola, la majoria dels clubs es troben a Luanda. Els famosos músics kizomba angolesos són Neide Van-Dúnem, Don Kikas, C4 Pedro, Calo Pascoal, Irmãos Verdades, Anselmo Ralph i molts altres, però probablement Bonga és l'artista angolès més conegut i ha ajudat a popularitzar l'estil tant a Angola com a Portugal durant els anys 70 i 80.

## Popularitat
El kizomba és conegut per tenir un ritme lent, insistent, un xic dur i sensual com a resultat de la percussió electrònica. Es balla amb parella, molt suau, lent i sensual, i sense tensions ni rigidesa. Hi ha freqüents rotacions de maluc simultàniament coordinades entre els socis de dansa, particularment en els compassos més tranquils de la música. Els cantants de kizomba angolesos més famosos són Bonga, André Mingas, Liceu Vieira Dias (membre del mític grup N'gola Ritmos), Neide Van-Dúnem, Don Kikas, Caló Pascoal, Heavy C., Puto Português, Maya Cool, Matias Damásio, Rei Helder, Pérola, Anselmo Ralph i Irmãos Verdades.

### Brasil
A Brasil el kizomba es va fer famós quan l'artista pop Kelly Key va treure l'àlbum No Controle, el 3 de febrer de 2015. Key deixà les cançons dance-pop/R&B per introduir el kizomba al Brazil. En una entrevista, Key va dir que buscava originalitat i nous estils: "Estic exercint aquesta responsabilitat de ser predictible. Vaig voler gravar kizomba durant 13 anys! Ara em sento madura i tinc coneixement del moviment".

### Austràlia
A Australia el kizomba s'ha estès ràpidament. Va aparèixer el 2012 a Sydney, i ara està ballant a Melbourne, Gold Coast, Darwin, Adelaide, Brisbane, etc.